# Virtual Outback
Virtual Outback is een muziekalbum van de Duitse toetsenist Klaus Schulze. Schulze was enige tijd uit het zicht verdwenen toen hij in 2001 met een hele serie opnamen kwam aandragen (12 compact discs vol). Daaruit moest zijn toenmalige producer een keuze maken en de serie uiteindelijk terugbrengen naar vijf. Deze werden uitgegeven onder de naam Contemporary Works II, dat in een beperkte oplage verscheen. Het losse album komt pas in 2008 als nummer 91 in geremasterde versie uit in de reeks geremasterde albums uit, met een bonustrack. Schulze had zoveel opgenomen, dat onbekend is welke musici meespelen op dit album. Voor de verzamelset waren de volgende musici uitgenodigd:
- Wolfgang Tiepold – cello
- Thomas Kagerman – fluit, viool en zang
- Julia Messenger – zang
- Audrey Motaung – zang
- Tobias Becker – hobo, althobo
- Mickes – gitaar

## Composities
1. The theme: The Rhodes Elegy (65:00)
2. Chinese Ears (14:55)

The Rhodes Elegy behandelt een nieuw virtueel toetseninstrument dat alle eigenschappen had van de "oude" toetsinstrumenten uit de begin jaren zeventig, waaronder de Fender Rhodes. Chinese Ears is geschreven voor een festival in Beijing in 2000 en heette origineel China Broadcast version. Het is eerder verschenen op een bonus-cd van de Contemporary Works (eerste 333 exemplaren).